# تينيس ساندغرين
تينيس ساندغرين (بالإنجليزية: Tennys Sandgren)‏ (مواليد 22 يوليو 1991 في غالاتين، الولايات المتحدة)، هو لاعب كرة مضرب أمريكي بدأ مسيرته كمحترف سنة 2011 يلعب باليد اليمنى ويحتل حالياً المرتبة رقم. 94 (1 يوليو 2019) في تصنيف رابطة محترفي كرة المضرب. أعلى تصنيف له في الفردي كان المركز الـ 41 في سنة 2019. أعلى تصنيف له في الزوجي كان المركز الـ 115 في سنة 2014.

## روابط خارجية
- تينيس ساندغرين على موقع رابطة محترفي التنس (الإنجليزية)
- تينيس ساندغرين على موقع الاتحاد الدولي لكرة المضرب (الإنجليزية)
- تينيس ساندغرين على موقع خلاصة التنس.كوم (الإنجليزية)
- تينيس ساندغرين على موقع إي إس بي إن.كوم (الإنجليزية)
- تينيس ساندغرين على موقع اللجنة الأولمبية الدولية (الإنجليزية)
- تينيس ساندغرين على موقع أوليمبيديا (الإنجليزية)
- تينيس ساندغرين على موقع اللجنة الأولمبية والبارالمبية الأمريكية (الإنجليزية)